# Bleed From Within
Bleed From Within är ett metalband från Skottland bildat 2005 i Glasgow.
Redan under första tiden som aktiva turnerade de med band som Job for a Cowboy, The Black Dahlia Murder och Asfixia. 2009 gav bandet ut sitt debutalbum Humanity via skivbolaget Rising Records. 2010 utgavs studioalbumet Empire på Rising Records. 
Bandet har bland annat spelat på Hammerfest och Download Festival. Tredje album Uprising släpptes 2013 via Century Media Records och fick musiken att utvecklas från deathcore till metalcore med inslag av melodisk dödsmetal och groove metal. 2018 släpptes studioalbumet Era via Century Media Records.

## Medlemmar
Nuvarande medlemmar
- Scott Kennedy – sång (2005– )
- Craig Gowans (aka Goonzi) – basgitarr (2005–2009), gitarr (2009– )
- Ali Richardson – trummor (2005– )
- Davie Provan – basgitarr (2009– )
- Steven Jones – gitarr (2017– )

Tidigare medlemmar
- Dave Lennon – gitarr (?–2011)
- Scott McCreadie – gitarr (2005–2009)
- Martyn Evans – gitarr (2011–2017)

## Diskografi
Studioalbum
- 2009 – Humanity
- 2010 – Empire
- 2013 – Uprising (#13 på UK Rock Chart) [3]
- 2018 – Era
- 2020 – Fracture
- 2022 – Shrine
- 2025 – Zenith

EP
- 2005 – In The Eyes of the Forgotten
- 2007 – Welcome to The Plague Year
- 2014 – Death Walk

Singlar
- 2012 – "It Lives in Me"
- 2018 – "Alive"
- 2018 – "Afterlife"
- 2021 – "I Am Damnation"